# Pokrajina Caserta
Pokrajina Caserta (v italijanskem izvirniku Provincia di Caserta [provìnča di kazèrta]) je ena od petih pokrajin, ki sestavljajo italijansko deželo Kampanija. Meji na severu z deželama Lacij in Molize, na vzhodu s pokrajino Benevento, na jugu z metropolitanskim mestom Neapelj in na zahodu s Tirenskim morjem in deželo Lacij.

## Zgodovina
Pokrajina Caserta v zgodovinski regiji Terra di Lavoro, znana tudi kot Liburija, je pokrivala največje ozemlje okoli 13. stoletja, ko se je razširila od Tirenskega morja in otokov Ponza in Ventotene do Apeninov in južnega konca doline Roveto. V Neapeljskem kraljestvu in Kraljevini obeh Sicilij je bila Caserta eden najpomembnejših departmajev v južni Italiji.
Prvo glavno mesto regije je bilo do leta 1818 starodavno mesto Capua, nato Caserta. Poleg Neaplja so bila najpomembnejša središča Caserta, Capua, Nola, Gaeta, Sora, Aversa, Teano in Isola Liri. Leta 1816, med francosko okupacijo, je Joseph Bonaparte reformiral ozemeljsko razdelitev Neapeljske kraljevine po francoskem vzoru. Vrsta kraljevih odlokov je zaključila reforme in uvedla lokalne upravne enote ali občine, kot so francoske. Nove Napoleonove reforme so vodile do ustanovitve pokrajine Neapelj. Leta 1863, po priključitvi Kraljevini Italiji, so severovzhodne občine Terra di Lavoro postale del pokrajine Campobasso, Venafro in okoliška območja pa so bili kasneje preneseni v pokrajino Isernia, ustanovljeno v 1870-ih. Leta 1927 se je Benito Mussolini odločil razpustiti pokrajino Terra di Lavoro, s čimer je velik del njenega ozemlja in Pontinske otoke združil v pokrajino Neapelj, čeprav so bile občine v bližini Piedimonteja in Alifeja razdeljene med pokrajini Benevento in Campobasso, okrožji Sora in Gaeta pa sta pripadla pokrajini Rim. Leta 1945 je z odlokom, ki ga je podpisal Umberto di Savoia, ponovno ustanovljena pokrajina Caserta in končno je leta 1970 nastala sodobna pokrajina.

## Geografija
Ozemlje pokrajine Caserta, ki leži na jugozahodnem delu srednje Italije, je na severu omejeno z gorovjem Matese, ki pripada Apeninom, in z valovitim gričevjem, na jugu in zahodu pa z nižinami različnih vrst. Na severovzhodu, blizu gorovja Matese, je Lago del Matese. Najvišja točka je Monte Miletto na 2050 m, razdeljen med Kampanijo in Molise. Kraški masiv je bogat z vodo in minerali ter vsebuje veliko jam in gorskih jezer. Druga pomembna gorata območja so Monte Santa Croce z ugaslim vulkanom Roccamonfina na meji z Lacijem, gorovje Trebulani v osrednjem delu pokrajine na severu, vključno z Monte Maggiore, ki doseže 1036 m in gorovje Tifatini na jugu. Reka Volturno teče skozi središče pokrajine z obrambno postojanko v Capui. Južno visokogorje Caserte meji na pokrajino Benevento.

### Regionalni metro
Proga Neapelj-Giugliano-Aversa, znana tudi kot proga Arcobaleno (zaradi barv njenih postaj)], je proga, ki jo upravlja Ente Autonomo Volturno in je del regionalnega metropolitanskega sistema. Predstavlja rekonstrukcijo in pretvorbo v težko podzemno železnico spodnje Alifane, ozkotirno železniško progo (950 mm), ki je bila ukinjena leta 1976.
S svojo popolnoma podzemno primestno potjo je to prvi medprovincialni metro, zgrajen v Italiji, saj povezuje glavno mesto Kampanije s preostalim somestjem na severu mesta ter prečka zaledje Neapelja in Caserte.

## Večje občine
Glavno mesto je Caserta, ostale večje občine so (podatki avgust 2022):
| Občina                   | Prebivalcev |
| ------------------------ | ----------- |
| Caserta                  | 72.921      |
| Aversa                   | 49.784      |
| Marcianise               | 38.343      |
| Maddaloni                | 36.758      |
| Santa Maria Capua Vetere | 31.899      |
| Mondragone               | 28.449      |
| Orta di Atella           | 27.173      |
| Castel Volturno          | 27.907      |
| Sessa Aurunca            | 20.157      |

- Kraljeva palača Caserta, največja nekdanja kraljeva rezidenca na svetu[7][8]
- Akvadukt Vanvitelli
- Stolnica v Capui
- Amfiteater v Capui
- Hadrijanov slavolok
- Stolnica v Aversu

## Naravne zanimivosti
Področje je vulkanskega značaja. Zgodovinar Orozij (Paulus Orosius), ki je živel na prelomu 4. in 5. stoletja, poroča o nenadni razpoki v terenu, iz katere se je dvignil visok plamen, ki je gorel brez prestanka tri dni in tri noči in je uničil vso zemljo daleč naokoli. Ta izbruh naj bi po mnenju nekaterih zapustil kotanjo, v kateri se danes nahaja jezero Falciano [falčàno]. Jezero je res vulkanskega izvora in je bilo dolgo časa le zbirnik voda, ki so se stekale vanj iz sosednjih vrhov. Vse področje je bilo zasebni lovski rezervat Bourbonov, dokler ni Ferdinand II. leta 1830 ukinil lov in dal bonificirati ozemlje. Urejena sta bila redni dotok in odtok iz jezera, kar je ustalilo njegovo obliko in ga prečistilo. Po drugi svetovni vojni so bili preusmerjeni vanj še drugi manjši pritoki. Leta 1970 je bilo izvršeno globinsko čiščenje voda, čigar glavni namen je bil, da se odstrani nesnaga in pesek z izvirov podvodnih pritokov, a poseg je bil dokaj nespretno izveden. Kopanje je ranilo dva odtočna kanala, ki sta potekala po obali, in njun donos se je preusmeril v jezero. S tem je bil ekosistem hudo poškodovan: vsebina teh odtočnih kanalov je pretežno organska in je pospešila rast vodnega rastlinstva, zaradi česar se je jezero spet zamočvirilo; razen tega je bil vodni dotok previsok in ob hudih nalivih je voda prestopala bregove in poplavljala okolico. Tako so bile v 1990-ih izvršene razne sanacije in jezero je bilo zaščiteno kot naravni rezervat.
Seznam zaščitenih področij v pokrajini:
- Krajinski park Partenio (Parco regionale del Partenio)
- Krajinski park Matese (Parco regionale del Matese)
- Krajinski park Roccamonfina - Foce Garigliano (Parco regionale di Roccamonfina - Foce Garigliano)
- Naravni rezervat Castelvolturno (Riserva naturale Castelvolturno)
- Naravni rezervat Foce Volturno - Costa di Licola (Riserva naturale Foce Volturno - Costa di Licola)
- Naravni rezervat Lago Falciano (Riserva naturale Lago Falciano)
- Podvodni park Baia (Parco sommerso di Baia)
- Podvodni park Gaiola (Parco sommerso di Gaiola)

## Zgodovinske zanimivosti
V občini Caserta stoji tako imenovana kraljeva palača Caserta, ena od najlepših evropskih palač, ki je tudi na seznamu Unescove svetovne dediščine. Zgraditi jo je dal borbonski kralj Karel III., ki je nameraval prenesti vse državne urade v Caserto in povezati ta novi sedež oblasti in Neapelj z 20 km dolgim drevoredom. Povezava med mestoma se ni popolnoma uresničila in celo mogočna kraljeva palača je ostala brez predvidene kupole in brez vogalnih stolpov, ki so bili načrtovani za obrambo. Toda tudi brez teh dodatkov je poslopje, skupaj s svojim ogromnim parkom, impozantno. Načrt je izdelal Luigi Vanvitelli, ki je tudi vodil dela do svoje smrti leta 1773, ko ga je nasledil sin Carlo. Gradnja je potekala od leta 1752 do leta 1780. Poslopje ima vsega 1200 sob s skupno 1790 okni. Park, skozi katerega je dal Vanvitelli speljati samostojen vodovod, zavzema površino 120 ha. Na dnu parka velik slap donaša vodo šestim monumentalnim fontanam, ki se vrstijo proti palači. Danes se v rezidenci večkrat snemajo filmi, posebno v slučaju, ko je treba prikazati notranjost kake cerkve, za filmanje katere ni bilo moč dobiti dovoljenja cerkvenih oblasti. Tak primer je bil recimo film Angeli in demoni, za uprizoritev katerega katoliška cerkev ni hotela dati na razpolago nobene cerkve, saj se ni strinjala z njegovo vsebino.